# 川越孝洋
川越 孝洋（かわごえ たかひろ、1943年7月12日 - 2024年4月13日）は、日本の政治家。元衆議院議員（1期）。

## 経歴
大分県出身。大分県立大分工業高等学校卒業後三菱電機に入社。同社労組長崎支部執行委員長、長崎市議会議員（2期）、長崎県議会議員（4期）を歴任。日本社会党、社会民主党に在籍していたが途中で民主党に移籍。党長崎県連幹事長を務めた。
2009年の第45回衆議院議員総選挙で民主党の比例九州ブロックより単独29位で立候補し、初当選した。
2012年、第46回衆議院議員総選挙では、長崎2区に立候補したが、自由民主党新人の加藤寛治のみならず、無所属で出馬した元雲仙市長の奥村慎太郎にも敗れ選挙区3位となり、比例復活もならず落選した。
2014年、旭日小綬章受章。
その後は民進党を経て、国民民主党長崎県連顧問。
2024年4月13日午後1時20分頃、病気のため長崎市内の病院で死去。80歳没。